# Peiriac de Mar
Peiriac de Mar (o de la Sal) (en francès Peyriac-de-Mer) és un municipi francès, situat a la comarca de Fitor, departament de l'Aude i regió d'Occitània.